# 托雷莱潘
托雷莱潘（法語：Thorée-les-Pins，法語發音：[tɔʁe le pɛ̃]）是法国萨尔特省的一个市镇，属于拉弗莱什区。

## 地理
托雷莱潘（47°41'12"N, 0°2'31"E）面积28.18 平方千米，位于法国卢瓦尔河地区大区萨尔特省，该省份为法国西北部内陆省份，北起顺时针与奥恩省、厄尔-卢瓦省、卢瓦-谢尔省、安德尔-卢瓦尔省、曼恩-卢瓦尔省和马耶讷省接壤，是法国大西部的入口，连接卢瓦尔河谷、布列塔尼和巴黎盆地。
与托雷莱潘接壤的市镇（或旧市镇、城区）包括：吕谢-普兰热、拉弗莱什、卢瓦河畔马雷伊、萨维涅苏勒吕德、安茹地区博热、勒吕德。

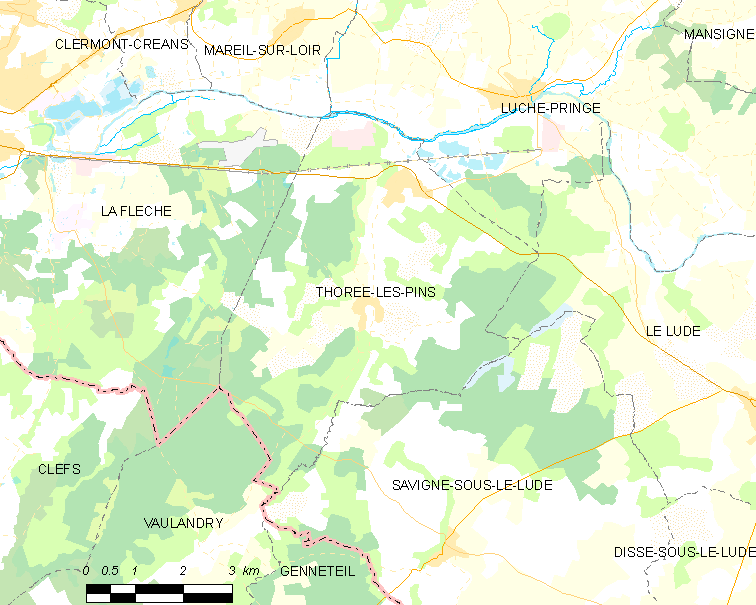
托雷莱潘的OSM定位图

托雷莱潘的时区为UTC+01:00、UTC+02:00（夏令时）。

## 行政
托雷莱潘的邮政编码为72800，INSEE市镇编码为72357。

## 政治
托雷莱潘所属的省级选区为拉弗莱什县。

## 人口

1962-2008年间托雷莱潘人口变化图示

托雷莱潘于2022年1月1日时的人口数量为741人。